# بيت حمران (الرجم)

تعديل مصدري - تعديل

بيت حمران هي إحدى قرى عزلة البشاري بمديرية الرجم التابعة لمحافظة المحويت، بلغ تعداد سكانها 94 نسمة حسب تعداد اليمن لعام 2004.